# Flugplatz Peenemünde

i7
i11
i13

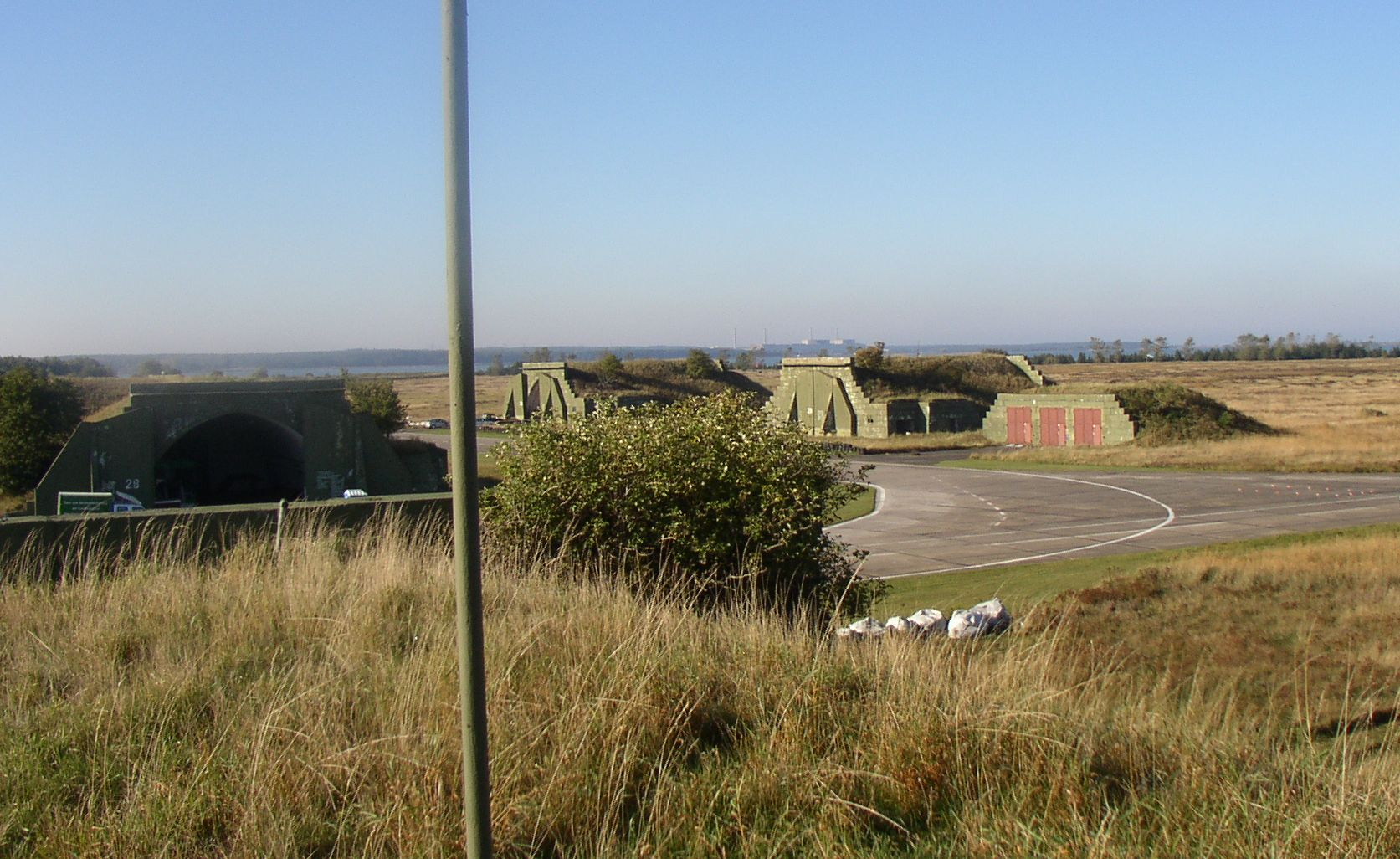
Blick vom Flugzeugbunker auf dem Flugplatz Peenemünde Richtung Kernkraftwerk Greifswald in Lubmin

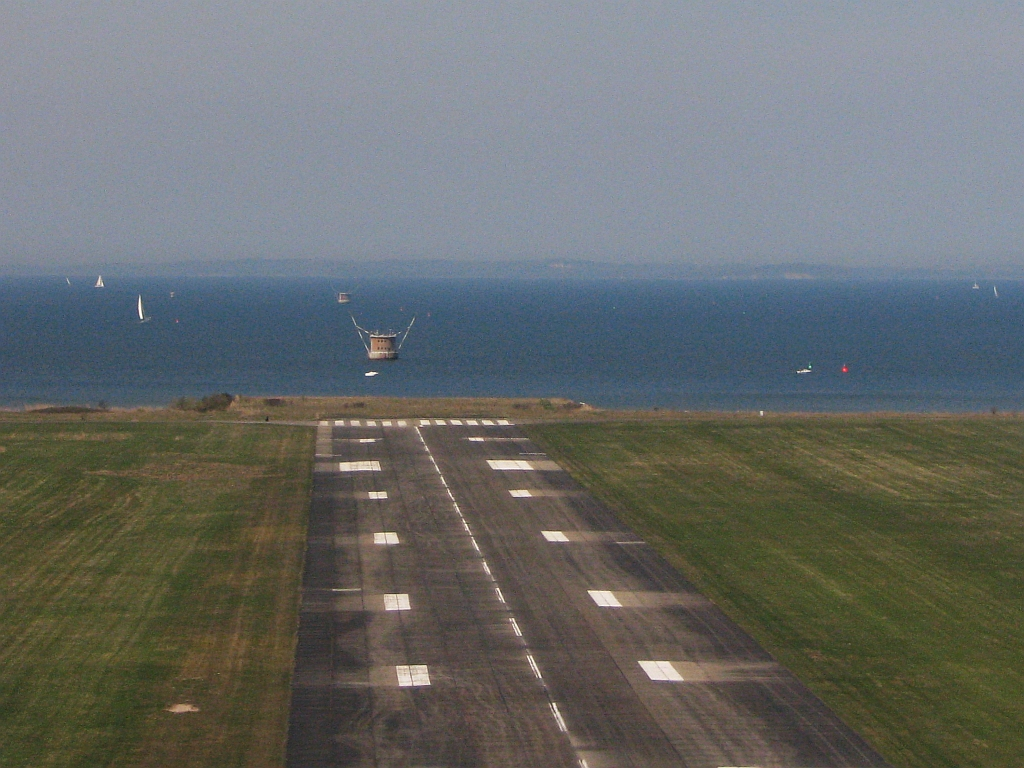
Luftbild der Start- bzw. Landebahn mit Anflugbefeuerung in der Ostsee (Blickrichtung Nordwest) am Sonderlandeplatz Peenemünde auf Insel Usedom

Der Flugplatz Peenemünde (IATA-Code: PEF, ICAO-Code: EDCP), offiziell seit 26. Mai 2023 Sonderlandeplatz Peenemünde Test- und Forschungsflugfeld, ist ein nördlich von Peenemünde gelegener Sonderlandeplatz. Er ging am 1. April 1938 als Flugplatz für die von der „Erprobungsstelle der Luftwaffe Peenemünde-West“ entwickelten Flugzeuge in Betrieb und verfügt über eine betonierte Piste.

## Geschichte
Die Bauarbeiten zum Flugplatz erfolgten 1935/36. Im Rahmen der Erprobungsstelle wurden während des Zweiten Weltkrieges auf dem Gelände Fernlenkwaffen, Raketenflugzeuge und Starthilfsraketen getestet. Am nordöstlichen Rand des Flugplatzes befanden sich die Startstellen für die Fieseler Fi 103-Erprobung (V1). Außerdem starteten von ihm auch regelmäßig Aufklärungsflüge nach dem Start der A4 (V2), um den Einschlagsort ausfindig zu machen.
Am Ende des Krieges wurde der durch anglo-amerikanische Luftangriffe beschädigte Flugplatz am 4. Mai 1945 von der Sowjetischen Armee besetzt und zunächst deaktiviert. Bis 1947 erfolgte die Verbringung des Maschinenparks in die Sowjetunion sowie die Sprengung der Anlagen. 1949 wurde das Gelände wieder nutzbar gemacht, Holzbauten errichtet und Jagdflieger- und Marinejagdfliegereinheiten, ausgerüstet mit Jak-3, Jak-9 (bis 1951), MiG-15 und MiG-17 (bis 1960), stationiert. Das Personal wurde in Karlshagen einquartiert.
Nach ab 1960 durchgeführten Baumaßnahmen – u. a. wurde die 1800 Meter lange Startbahn instand gesetzt und eine Ringrollbahn errichtet – wurde der Flugplatz im darauffolgenden Jahr an das Jagdfliegergeschwader 9 der NVA übergeben, das ihn bis 1990 nutzte. Unter anderem waren in Peenemünde sowjetische Schwenkflügel-Jagdflugzeuge des Typs MiG-23 stationiert. 1965 wurde die in nordwestlicher Richtung orientierte Betonpiste um 300 Meter verlängert, so dass nun die Nutzung moderner Düsenjäger möglich war. Die von Ost nach West orientierte Start- und Landebahn wurde im gleichen Zeitraum stillgelegt. Eine Besonderheit waren auch die am nordwestlichen Ende gelegenen Funkfeuer, die auf künstlichen Inseln im Meer errichtet wurden. 1967 erfolgte ein weiterer Ausbau durch die Errichtung von Splitterschutzboxen und Flakstellungen. Ab 1972 nutzte die mit IL-28 ausgerüstete Zieldarstellungskette 33, nachdem sie 1961 schon einmal kurzzeitig in Peenemünde stationiert worden war, gemeinsam mit dem JG-9 den Platz. 1985 wurde die Start- und Landebahn letztmals auf insgesamt 2400 Meter verlängert. Im Jahr 1989 besaß der Platz ein Funkfeuer RSBN. In den beiden Anflugrichtungen standen jeweils zwei ungerichtete Funkfeuer (DDR-Terminologie: Fernfunkfeuer, Nahfunkfeuer) sowie das Landesystem PRMG zur Verfügung. Außerdem gab es ein Rundsichtradar und ein Präzisionsanflugradar. Das militärische Rufzeichen lautete NARKOSE.
Nach der Wende wurde der Flugplatz unter anderem als Abstellplatz ehemaliger Militärfahrzeuge der NVA genutzt. Heute finden vom Flugplatz Peenemünde aus Rundflüge mit Kleinflugzeugen statt. Daneben werden auch Bustouren durchgeführt, bei denen man die einstigen Bunker der NVA und die Überreste der Abschussrampen der V1 besichtigen kann.

## Gegenwärtige Nutzung
Der Flugplatz ist auch Standort von Flugschulen. Seit Sommer 2010 ist auf Peenemünde mit der Aero L-39 Albatros wieder ein Strahltrainer der ehemaligen NVA stationiert. Die L-39 war der Standardtrainer des Ostblocks, wurde jedoch in Peenemünde ab 1982 in den Versionen L-39ZO und L-39V als Zielschleppflugzeug eingesetzt.
Zurzeit wird ein Raumflugzeug von POLARIS Raumflugzeuge im Auftrag der Bundeswehr entwickelt und am Flugplatz getestet.